# Hugo (Oklahoma)
Hugo é uma cidade localizada no estado norte-americano de Oklahoma, no Condado de Choctaw.

## Demografia
Segundo o censo norte-americano de 2000, a sua população era de 5536 habitantes.
Em 2006, foi estimada uma população de 5573, um aumento de 37 (0.7%).

## Geografia
De acordo com o United States Census Bureau tem uma área de
14,4 km², dos quais 14,4 km² cobertos por terra e 0,0 km² cobertos por água. Hugo localiza-se a aproximadamente 148 m acima do nível do mar.

## Localidades na vizinhança
O diagrama seguinte representa as localidades num raio de 28 km ao redor de Hugo.